# Essex South (circonscription du Parlement européen)
Essex South était une circonscription du Parlement européen situé au Royaume-Uni, l'élection d'un membre du Parlement européen par le système uninominal à un tour. Créé en 1994 à partir de parties de l'Essex South West et de l'Essex North East, il a été aboli en 1999 lors de l'adoption de la représentation proportionnelle pour les élections européennes au Royaume-Uni. Il a été remplacé par la circonscription de l'Angleterre de l'Est.

## Limites
Lors de sa création en 1994, il se composait des circonscriptions parlementaires de Basildon, Billericay, Castle Point, Rochford, Southend East, Southend West et Thurrock. Basildon, Billericay et Thurrock faisaient auparavant partie d'Essex South West tandis que Castle Point, Southend East, Southend et une grande partie de Rochford faisaient partie Essex North East.
L'ensemble de la région est devenu une partie de la circonscription de l'Angleterre de l'Est en 1999.

## Membre du Parlement européen
| Élection                                                 | Élection | Portrait                                                               | Membre                                                                 | Parti        |
| -------------------------------------------------------- | -------- | ---------------------------------------------------------------------- | ---------------------------------------------------------------------- | ------------ |
| partie d'Essex South West et Essex North East avant 1994 |          |                                                                        |                                                                        |              |
|                                                          | 1994     |                                                                        | Richard Howitt                                                         | Travailliste |
| 1999                                                     | 1999     | circonscription abolie, partie de Angleterre de l'Est à partir de 1999 | circonscription abolie, partie de Angleterre de l'Est à partir de 1999 |              |

## Résultats des élections
Les candidats élus sont indiqués en gras.
| Parti         | Parti                                  | Candidat         | Voix    | %    | ± |
| ------------- | -------------------------------------- | ---------------- | ------- | ---- | - |
|               | Travailliste                           | Richard Howitt   | 71,883  | 44,6 | ' |
|               | Conservateur                           | Lionel Stanbrook | 50,516  | 31,3 |   |
|               | Libéral Démocrate                      | Geoff Williams   | 26,132  | 16,2 |   |
|               | Libéral                                | Brian Lynch      | 6,780   | 4,2  |   |
|               | Green                                  | George Rumens    | 4,691   | 2,9  |   |
|               | Natural Law                            | Mark Heath       | 1,177   | 0,7  |   |
| Majorité      | Majorité                               | Majorité         | 21,367  | 13,3 |   |
| Participation | Participation                          | Participation    | 161,179 |      |   |
|               | Travailliste vainqueur (nouveau siège) |                  |         |      |   |